# Liste von Persönlichkeiten der Stadt Białystok
Die folgende Liste enthält Personen, die in der polnischen Stadt Białystok geboren wurden, sowie solche, die zeitweise dort gelebt und gewirkt haben. Die Liste erhebt keinen Anspruch auf Vollständigkeit.

## In Białystok geborene Persönlichkeiten

### Bis 1950
- Clara Angermann (1754–nach 1809), Kunststickerin
- Moritz von Lavergne-Peguilhen (1801–1870), preußischer Politiker
- Otto Schumann (1805–1869), deutscher Richter in Ostpreußen und Mitglied des Preußischen Abgeordnetenhauses
- Carl Maximilian Grüel (1807–1874), deutscher Jurist und Politiker, Mitglied der Frankfurter Nationalversammlung
- Hermann Schumann (1808–1889), deutscher Pastor in Ostpreußen, Mitglied des Preußischen Abgeordnetenhauses
- Chajim Slonimski (1810–1904), polnischer hebräischer wissenschaftlicher Schriftsteller und Journalist
- Paul von Lilienfeld (1829–1903), Soziologe und Staatsmann
- Ludwik Lejzer Zamenhof (1859–1917), Begründer der internationalen Sprache Esperanto
- Jacques Perl (1861–1933), deutscher Chemiker und Unternehmer
- Hermann Friedmann (1873–1957), Philosoph
- Erwin Hasbach (1875–1970), deutsch-polnischer Politiker
- Maxim Litwinow (1876–1951), sowjetischer Volkskommissar des Äußeren 1930–1939
- Ossip Dymow (1878–1959), Schriftsteller
- Wladimir Kotulski (1879–1951), russisch-sowjetischer Geologe und Hochschullehrer
- Max Weber (1881–1961), Maler
- Alexandra Exter (1882–1949), ukrainische Malerin
- Jakow Perelman (1882–1942), russischer Autor
- Elieser Sukenik (1889–1953), israelischer Archäologe
- Nikolai Michelson (1895–1938), russisch-sowjetischer Flugzeugbauer
- Dsiga Wertow (1896–1954), sowjetischer Filmemacher
- Michail Kaufman (1897–1980), sowjetischer Kameramann und Regisseur für Dokumentar- und Spielfilme
- Simon Segal (1898–1969), Maler der École de Paris
- Mischa Spoliansky (1898–1985), Komponist
- Margarita Rudomino (1900–1990), Bibliothekarin
- Zvi Rudy (1900–1972), polnisch-israelischer Soziologe
- Samari Alexandrowitsch Halpern (1904–1977), Mathematiker und Hochschullehrer
- Albert Sabin (1906–1993), polnisch-amerikanischer (Weiter-)Entwickler des Polio-Impfstoffes
- Salomeja Helfer (1916–2011), sowjetisch-russische Architektin und Stadtplanerin
- Ryszard Kaczorowski (1919–2010), letzter polnischer Staatspräsident im Exil und Opfer des Flugunfalls bei Smolensk
- Alexis Neumann (1922–1999), deutscher Ingenieur und Hochschullehrer
- Aleksandar Flaker (1924–2010), jugoslawischer bzw. kroatischer Literaturwissenschaftler
- Menahem Stern (1925–1989), israelischer Altphilologe und Historiker
- Helena Bohle-Szacki (1928–2011), Holocaustüberlebende, Modedesignerin und Künstlerin
- Jan Lenica (1928–2001), Grafiker
- Roman Malinowski (1935–2021), Wirtschaftswissenschaftler und Politiker
- Edward Linde-Lubaszenko (* 1939), Schauspieler
- Wiktor Osiatyński (1945–2017), Rechtswissenschaftler, Soziologe und Bürgerrechtler
- Barbara Czarniawska (1948–2024), polnisch-schwedische Organisationsforscherin, Professorin der Universität Göteborg
- Jerzy Melcer (* 1949), Handballspieler
- Anna Romantowska (* 1950), Schauspielerin

### 1951 bis 1970
- Miron Chodakowski (1957–2010), Erzbischof der Polnisch-Orthodoxen Kirche und Opfer des Flugunfalls bei Smolensk
- Elżbieta Krawczuk-Trylińska (1960–2017), Hochspringerin
- Krzysztof Nitkiewicz (* 1960), römisch-katholischer Bischof
- Marek Konarzewski (* 1961), Biologe
- Andrzej Zglejszewski (* 1961), Weihbischof in Rockville Centre
- Andrzej Cisowski (1962–2020), Maler und Grafiker
- Krzysztof Smorszczewski (* 1963), Leichtathlet und Paralympics-Sieger
- Robert Tyszkiewicz (* 1963), Politiker, Abgeordneter des Sejm
- Jacek Bayer (* 1964), Fußballspieler
- Jarosław Gierejkiewicz (* 1965), Fußballspieler
- Kayah, eigentlich Katarzyna Rooijens (* 1967), Sängerin
- Małgorzata Roszkowska (* 1967), Judoka
- Jarosław Matwiejuk (* 1968), Politiker
- Petr Fuksa (* 1969), tschechischer Kanute
- Iwona Mironiuk (* 1969), Pianistin
- Andrzej Piotrowski (* 1969), Skilangläufer
- Izabella Scorupco (* 1970), polnisch-schwedische Schauspielerin
- Paweł Sydor (* 1970), Komponist

### 1971 bis 1980
- Jacek Żalek (* 1973), Politiker
- Marek Citko (* 1974), Fußballspieler
- Tomasz Frankowski (* 1974), Fußballspieler
- Piotr Janicki (* 1974), Dichter
- Piotr Bobras (* 1977), Schachgroßmeister
- Damian Raczkowski (* 1975), Politiker
- Szymon Hołownia (* 1976), Journalist, Schriftsteller, Fernsehmoderator und Politiker
- Tomasz Bagiński (* 1976), Filmregisseur und -produzent
- Ignacy Karpowicz (* 1976), Prosaschriftsteller und Literaturkritiker
- Radosław Sobolewski (* 1976), Fußballspieler
- Maciej Żywno (* 1976), Politiker
- Katarzyna Bonda (* 1977), Schriftstellerin und Journalistin
- Wojciech Kowalewski (* 1977), Fußballspieler
- Karolina Cicha (* 1979), Musikerin, Schauspielerin, Literaturwissenschaftlerin
- Marek Twardowski (* 1979), Kanute

### Ab 1981
- Igor Lewczuk (* 1985), Fußballspieler
- Jakub Jaworski (* 1986), Shorttracker
- Maciej Bielecki (* 1987), Bahnradsportler
- Dariusz Kulesza (* 1987), Shorttracker
- Patrycja Maliszewska (* 1988), Shorttrackerin
- Grzegorz Sandomierski (* 1989), Fußballspieler
- Kamil Szeremeta (* 1989), Boxer
- Magdalena Koleśnik (* 1990), Schauspielerin
- Bartosz Bielenia (* 1992), Film- und Theaterschauspieler
- Damian Czykier (* 1992), Leichtathlet
- Damian Kadzior (* 1992), Fußballspieler
- Klaudia Konopko (* 1992), Sprinterin
- Katarzyna Sokólska (* 1993), Sprinterin
- Daria Zabawska (* 1995), Diskuswerferin
- Klaudia Kardasz (* 1996), Leichtathletin
- Bartłomiej Drągowski (* 1997), Fußballtorhüter
- Marlena Granaszewska (* 1998), Sprinterin
- Bartłomiej Żynel (* 1998), Fußballspieler
- Krzysztof Kiljan (* 1999), Hürdenläufer
- Miłosz Matysik (* 2004), Fußballspieler
- Jakub Lewicki (* 2005), Fußballspieler

## Persönlichkeiten, die in Białystok gewirkt haben
- Christian Friedrich Wutstrack (≈ 1764–1809/13), Historiker und Schriftsteller, war um 1798 als Kammersekretär in Białystok tätig.
- Iwan Helda (1887–1946), belarussischer Major, lebte hier von 1921 bis 1939, wurde hier hingerichtet
- Edward Kisiel (1918–1993), erster Bischof sowie Erzbischof von Białystok
- Michał Bałasz (1923–2025), Architekt